# بیگ آیدیا انترتینمنت
بیگ آیدیا انترتینمنت یک تولید کنندهٔ انیمیشن آمریکایی است که یکی از معروف ترین تولیداتش سری VeggieTale است.
از سال ۲۰۰۸ به عنوان شرکت تابعه ای از دریم ورکس کلاسیکس فعالیت می کند که او هم به نوبهٔ خود به دریم ورکس و در نهایت به ان بی سی یونیورسال و کامکست ختم می شود.